# 216 f.Kr.
| 216 f.Kr.          |
| ------------------ |
| Dødsfald - Fødsler |

## Begivenheder
- I Slaget ved Cannae knuser Hannibal en overlegen romersk hær.